# Liste der Monuments historiques in Cirey-sur-Vezouze
Die Liste der Monuments historiques in Cirey-sur-Vezouze führt die Monuments historiques in der französischen Gemeinde Cirey-sur-Vezouze auf.

## Liste der Immobilien
| Bezeichnung        | Beschreibung                                                        | Standort                      | Kennzeichnung | Schutzstatus | Datum | Bild           |
| ------------------ | ------------------------------------------------------------------- | ----------------------------- | ------------- | ------------ | ----- | -------------- |
| Abtei Haute-Seille | Ruinen eines Zisterzienserklosters; 1140 gegründet, 1791 aufgegeben | nordwestlich des Ortes (Lage) | PA00106010    | Classé       | 1927  | weitere Bilder |

## Liste der Objekte
| Bezeichnung                 | Beschreibung                                                                      | Standort                                  | Kennzeichnung | Schutzstatus | Datum | Bild |
| --------------------------- | --------------------------------------------------------------------------------- | ----------------------------------------- | ------------- | ------------ | ----- | ---- |
| Skulptur Heilige Katharina  | Stein, farbig gefasst, um 1500; in Nancy eingelagert                              | in der Kapelle Notre-Dame-de-Pitié (Lage) | PM54000143    | Classé       | 1965  |      |
| Skulptur Heiliger Sebastian | Eichenholz, farbig gefasst, Anfang des 18. Jahrhunderts; im Museum von Sarrebourg | in der Kapelle Notre-Dame-de-Pitié (Lage) | PM54000145    | Classé       | 1965  |      |
| Skulptur Madonna mit Kind   | Stein, farbig gefasst, Anfang des 18. Jahrhunderts; im Museum von Sarrebourg      | in der Kapelle Notre-Dame-de-Pitié (Lage) | PM54000144    | Classé       | 1965  |      |